# OMAC/CMAC
OMAC è un codice di autenticazione per messaggi basato su cifratura a blocchi, progettato da Tetsu Iwata e Kaoru Kurosawa della Nagoya University; si tratta di una semplice variante del CBC-MAC (Cipher Block Chaining Message Authentication Code). L'acronimo OMAC sta per One-Key CBC-MAC.
È sicuro per messaggi di qualsiasi lunghezza, a differenza di CBC-MAC, che lo è soltanto per messaggi di lunghezza fissa.
OMAC è il nome generico per OMAC1 e OMAC2. Secondo le specifiche del NIST, OMAC1 è equivalente a CMAC.

## OMAC1
Le operazioni preliminari sono la scelta di un algoritmo di crittografia a blocchi {\displaystyle E} (indicheremo con n la lunghezza in bit del blocco) e della lunghezza del codice CMAC {\displaystyle t}.
Non ci sono restrizioni sull'algoritmo crittografico da utilizzare.
Occorre, inoltre, che i due interlocutori condividano una chiave segreta di {\displaystyle k} bit che servirà come chiave per l'algoritmo {\displaystyle E} precedentemente selezionato.

### Pre-processing
A questo punto il processo di generazione si articola nei seguenti passi:
1. Per prima cosa si cripta un blocco di n bit tutti pari a 0 (chiamiamolo 0n) ottenendo un certo valore {\displaystyle L=E\ (K,\ 0n)}.
2. Si controlla se il bit più significativo di L è 0: se ciò accade si effettua uno shift di un bit nella direzione del bit più significativo. Il bit più significativo viene, quindi, scartato ed uno 0 viene posto nel bit meno significativo. Chiameremo il risultato {\displaystyle L.u}. Quindi {\displaystyle L.u\ =L<<1}, che equivale a quanto detto prima. In caso contrario {\displaystyle L.u=L<<1\oplus Costante}, dove {\displaystyle Costante} is the n-bit constant.
3. Si controlla il bit più significativo di {\displaystyle L.u}. Se è pari a 0 allora {\displaystyle L.u^{2}=\ (L.u)<<1}, diversamente {\displaystyle L.u^{2}=\ ((L.u)<<1)\oplus Costante}.
4. A questo punto si memorizzano sia {\displaystyle L.u} che {\displaystyle L.u^{2}}.

### Generazione del codice MAC
Sia M il messaggio. Si suddivide il messaggio M in blocchi di n bit.
1. {\displaystyle Y[0]=0^{n}}, che significa riempire Y[0] con un numero n di 0.
2. Per ogni i da 1 a m-1: {\displaystyle Y[i]=E(K,M[i]\oplus Y[i-1])}.
3. Se la lunghezza dell'ultimo blocco del messaggio è di n bit allora {\displaystyle X[m]=M[m]\oplus Y[m-1]\oplus L.u}, altrimenti effettua il padding sull'ultimo blocco aggiungendo 1 seguito da tanti 0 quanti sono necessari a ricondurre il blocco ad una lunghezza di n bit e poi calcola {\displaystyle X[m]=M[m]\oplus Y[m-1]\oplus L.u^{2}}.
4. {\displaystyle T\ =E(K,X[m])}.
5. Il codice MAC sarà il troncamento di T a t bit.